# Амата
Ама́та (лат. Amata) — персонаж римской мифологии, жена царя аборигинов Латина и мать Лавинии.
Лавиния была помолвлена со своим двоюродным братом, вождем племени рутулов Турном; этого брака хотела и Амата. Когда Латин, повинуясь оракулу, решил выдать дочь за прибывшего в Италию троянца Энея, Амата подтолкнула Турна начать войну против Энея (прежде Алекто ввела её в безумие). В ходе войны Амата всемерно поддерживала Турна; когда тот согласился решить исход войны в поединке с Энеем, она пыталась отговорить его. Ложно посчитав, что Турн погиб, Амата покончила с собой.
По словам Мавра Сервия Гонората, Амата убила или ослепила своих двоих сыновей, за то что они выступали за брак сестры с Энеем.
В честь Аматы назван астероид (1035) Амата, открытый в 1924 году.